# 弗拉茨萬德山

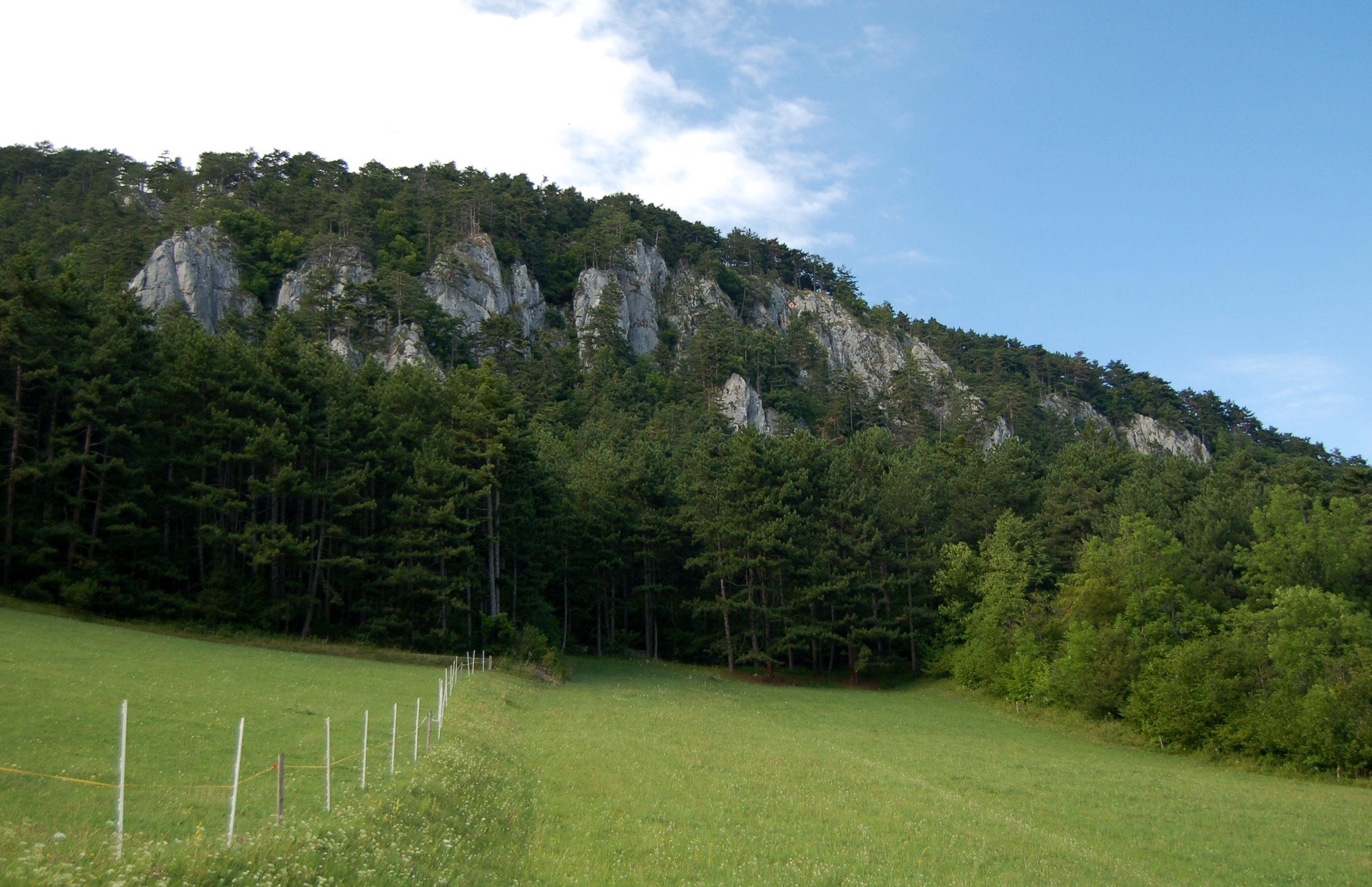

47°45′16″N 16°1′1″E / 47.75444°N 16.01694°E
弗拉茨萬德山（德語：Flatzer Wand），是奧地利的山峰，位於該國東北部，由下奧地利州負責管轄，屬於古滕施泰因阿爾卑斯山脈的一部分，海拔高度790米，每年平均降雨量1,074毫米。